# Ярчя Долина
Ярчя Долина (словен. Jarčja Dolina) — поселення в общині Жири, Горенський регіон, Словенія. Висота над рівнем моря: 687 м.